# Tanzania
Tanzania, officielt Den Forenede Republik Tanzania (swahili: Jamhuri ya Muungano wa Tanzania), er en demokratisk forbundsrepublik beliggende ved Afrikas østkyst. Republikken blev etableret i 1964, da Tanganyika og Zanzibar indgik en politisk forening og fik fælles forfatning. Tanzania grænser op mod Kenya, Uganda, Rwanda, Burundi, Den Demokratiske Republik Congo, Zambia, Malawi og Mozambique samt til Det Indiske Ocean.
Fra 1880'erne til 1919 indgik Tanganyika (fastlandsdelen) i den tyske koloni Tysk Østafrika. Efter det tyske nederlag i 1. verdenskrig blev området overdraget til Storbritannien, hvor det forblev til uafhængigheden i 1961.
Tanzanias hovedstad blev i 1996 flyttet fra landets største by Dar es-Salaam til Dodoma, men Dar es-Salaam er stadig landets vigtigste by, både fordi byen er centrum for handel og fordi mange regeringskontorer fortsat er placeret i Dar es-Salaam.

## Historie
Tanzanias kystlinje har været præget af mange stridigheder, først fra portugisere og arabere, og senere mellem forskellige europæiske magter. Tanzania var tidligere en del af Tysk Østafrika. Nærmere bestemt i 1891 koloniserede tyskerne fastlandet og styrede det direkte fra de tyske myndigheder. Landet Tanzania er et resultat af den politiske union mellem fastlandet Tanganyika og øerne Zanzibar og Pemba. De to dele fik uafhængighed fra Storbritannien hver for sig, fastlandet i 1961 og øerne i 1963. Julius Nyerere blev landets første præsident i 1962.
Tanzania erklærede krig mod Uganda efter at Uganda havde invaderet og forsøgt at annektere den nordlige tanzanianske provins Kagera i 1979. Tanzania smed ikke bare de ugandiske styrker ud, men invaderede selve Uganda efter at have indrulleret landets eksilugandere. 11. april 1979 blev Idi Amin tvunget til at opgive hovedstaden Kampala. Den tanzanianske hær tog byen med hjælp fra ugandisk og rwandisk guerilla. Amin flygtede i eksil.
Nyerere fragav sig magten til Ali Hassan Mwinyi i 1985, men beholdt kontrollen over det styrende parti, Chama cha Mapinduzi (CCM), som formand frem til 1990, da han gav ansvaret til Mwinyi. Etpartisystemet sluttede i oktober 1995 da Tanzania holdt sit allerførste flerpartivalg. Men CCM vandt valget med stor margin og dets kandidat Benjamin Mkapa blev senere taget i ed som den nye præsident i Tanzania 23. november 1995. I december 2005 blev Jakaya Mrisho Kikwete valgt til landets fjerde præsident for fem år.
Et af de dødelige bombeattentater mod amerikanske ambassader i 1998 skete i byen Dar-es-Salaam, det andet var i Nairobi, Kenya. Undersøiske jordskælv i 2004 på den anden side af Det Indiske Ocean førte til en tsunami som traf Tanzanias kystlinje og dræbte 11 mennesker. En olietanker gik også midlertidig på grund i Dar-es-Salaam og skadede en olieledning.

### Uafhængigheden fra Storbritannien
Tanganyika opnåede uafhængighed fra Storbritannien den 9. december 1961. I det første år efter uafhængigheden var Storbritannien dog stadig repræsenteret i Tanganyika. Det var først den 9. december 1962, at Tanganyika blev en demokratisk republik. Tanganyikas første premierminister Julius Nyerere var den politiske leder af partiet TANU (Tanganyika African National Union), der kæmpede for uafhængighed fra Storbritannien fra 1954 frem til 1961. Efter uafhængigheden var den politiske vision at skabe en økonomisk uafhængig socialistisk stat samt at udrydde korruption.
Zanzibar endte sin tid som værende protektorat under Storbritannien den 10. december 1963. Det betyder, at Zanzibar allerede inden 1963 havde en vis politisk selvbestemmelse, modsat det havde været tilfældet for Tanganyika. I 1963 opnåede Zanzibar altså fuld politisk selvbestemmelse og status som et uafhængigt land. Zanzibar overgik direkte fra at være britisk protektorat til at være et konstitutionelt monarki under Sultan Jamshid bin Abdullah. Dette ophørte imidlertid allerede den 12. januar 1964 grundet Zanzibar Revolutionen. Sultanen gik i eksil og Zanzibar blev nu en republik med navnet "People's Republic of Zanzibar and Pemba".
Etableringen af Tanzania. I 1964 blev Tanganyika og Zanzibar politisk forenet i en republik og "United Republic of Tanganyika and Zanzibar" var nu en realitet. Senere samme år, den 29. oktober blev landet omdømt til "the United Republic of Tanzania" eller blot Tanzania, hvor af "tan" kommer af Tanganyika og zan" kommer af Zanzibar. Tanganyikas premierminister Julius Nyerere blev republikkens første præsident. Republikken var en et-parti-stat, hvor Zanzibar bibeholdte dog stadig et selvstyre og stadig den dag i dag er en semiautonom region.
Ved uafhængigheden i 1961 Landet hed dengang Tanganyika og bestod kun af fastlandet. I 1964 blev Tanganyika politisk forenet med en gruppe af øer, der samlet kaldes Zanzibar (hvilket også er navnet på den største af disse øer) og sammen blev dette til "The United Republic of Tanzania". Tanganyikas premierminister Julies Nyerere blev Tanzanias første præsident, men Zanzibar havde imidlertid deres eget selvstyre. Julius Nyerere var leder af partiet TANU (Tanganyika African National Union), der kæmpede for uafhængighed fra Storbritannien fra 1954 frem til 1961.
I 1977 blev TANU blev forenet med det regerende parti på Zanzibar "the Afro-Shirazi Party" (ASP) og det nuværende parti CCM opstod. Partiet har besiddet regeringsmagten lige siden med skiftende præsidenter.

## Geografi
Tanzanias geografi er en af de mest varierede og unikke i verden. Landet indeholder Afrikas højeste punkt, Kilimanjaro, så vel som indsøer, bjerge og mange naturreservater. Afrikas laveste punkt er Lake 'Asal (153 m/502 ft under havet) i Djibouti.
Den nordøstlige del af Tanzania er bjergrig og inkluderer Meru og Kilimanjaro, som begge er uddøde vulkaner. Kilimanjaros naturlige skønhed, som desuden er Afrikas højeste punkt, tiltrækker tusindvis af turister hvert år.
Vest for disse ligger Serengeti nationalpark, kendt for sin årlige migration af millioner af gnuer, desuden store mængder af løver, leoparder, elefanter, næsehorn og afrikanske bøfler. Nær parken ligger Olduvai-ravinen hvor mange af de ældste hominid–fossiler og genstande er blevet fundet. Andre arkæologisk vigtige fund er det ældste bevis på hominidernes brug af træ ved Kalambo-faldene på grænsen til Zambia.
Videre mod vest ligger Victoriasøen på den kenyansk–ugandisk-tanzanianske grænse. Dette er den største indsø i Afrika og er traditionelt udpeget som Nilens kilde. Sydvest for denne separerer Tanganyikasøen Tanzania fra Den Demokratiske Republik Congo. Denne indsø regnes som den næstældste og næstdybeste indsø i verden efter Bajkalsøen i Sibirien.
Det centrale område i Tanzania er et stort plateau med savanne og nationalparker i syd og jordbrugsland længere mod nord. Den nye hovedstad, Dodoma, ligger her, selv om meget af styremagten stadig befinder sig i Dar-es-Salaam.
Den østlige kystlinje af Tanzania er varm og fugtig. Her ligger Tanzanias største by og tidligere hovedstad, Dar-es-Salaam, som blev grundlagt af tidligere og nu afdøde præsident, Sjaufe Jojosi. Lige nord for byen ligger øen Zanzibar, et semiautonomt territorium som er kendt for sine krydderier.

### Nationalparker
En af de mest kendte national parker i Tanzania er uden tvivl Serengeti nationalpark, der ligger på UNESCOs verdensarvsliste, men der findes flere andre smukke national parker i Tanzania.

#### Ngorongorokrateret
Stedet kaldes også Ngorongoro National Park, og er verdens største intakte caldera. Dette vulkanske paradis blev skabt for omkring 2 millioner år siden, da en kæmpe vulkan kollapsede efter et voldsomt udbrud, og dannede et 600 meter dybt hul, også kaldet en caldera. Med tiden blev der dannet et frodigt og livligt landskab i krateret, som i dag giver gode forhold for mange farverige planter, pattedyr og fugle.
Ngorongoro National Park står ikke alene på UNESCOs verdensarvsliste, men er også et af Afrikas syv naturlige vidundere.
Det er blandt andet her der er størst mulighed for at finde The Big Five - løven, elefanten, leoparden, næsehornet og bøflen grundet det åbne landskab.

#### Tarangire Nationalpark
Tarangire Nationalpark er ikke ligefrem den største nationalpark i Tanzania, men er stadig ligeså imponerende med sine 2.850 km2. Parken ligger i det nordlige Tanzania ca. 120 km sydvest for Arusha, og byder blandt andet på en smuk og imponerende natur samt et rigt dyreliv, der tæller blandt andet giraffer, zebraer, bøfler og et væld af fuglearter.
Det er også den nationalpark i Tanzania der er kendt for at have den største bestand af afrikanske elefanter, samt et væld af baobabtræer der pryder landskabet og er en attraktion i sig selv.

#### Lake Manyara Nationalpark
Ligesom Tarangire Nationalpark er Lake Manyara Nationalpark en af Tanzanias mindre og mest undervurderede nationalparker. Parken ligger i det nordlige Tanzania cirka 120 km. vest for Arusha.
Lake Manyara Nationalpark dækker et areal på 320 km2 hvoraf de 220 km2 er Manyarasøen. Søen giver ideelle betingelser for et imponerende rigt dyreliv, og man kan opleve både flodheste, leoparder, vortesvin, aber, zebraer og rigtig mange andre dyr. Det er også her de berømte træklatrende løver holder til.

### Klima
Klimaet i Tanzania varierer fra varmt og fugtig ved kysten til mere tempereret klima i det højereliggende centrum af landet. Tanzania har to regntider, en lang og tung fra marts til maj, og en kortere, lettere fra november til januar.
| Vejr for Dar es Salaam, Tanzania                          | Vejr for Dar es Salaam, Tanzania | Vejr for Dar es Salaam, Tanzania | Vejr for Dar es Salaam, Tanzania | Vejr for Dar es Salaam, Tanzania | Vejr for Dar es Salaam, Tanzania | Vejr for Dar es Salaam, Tanzania | Vejr for Dar es Salaam, Tanzania | Vejr for Dar es Salaam, Tanzania | Vejr for Dar es Salaam, Tanzania | Vejr for Dar es Salaam, Tanzania | Vejr for Dar es Salaam, Tanzania | Vejr for Dar es Salaam, Tanzania | Vejr for Dar es Salaam, Tanzania |
|                                                           | Jan                              | Feb                              | Mar                              | Apr                              | Maj                              | Jun                              | Jul                              | Aug                              | Sep                              | Okt                              | Nov                              | Dec                              | År                               |
| --------------------------------------------------------- | -------------------------------- | -------------------------------- | -------------------------------- | -------------------------------- | -------------------------------- | -------------------------------- | -------------------------------- | -------------------------------- | -------------------------------- | -------------------------------- | -------------------------------- | -------------------------------- | -------------------------------- |
| Gennemsnitlig maks °C                                     | 31,8                             | 32,4                             | 32,1                             | 30,7                             | 29,8                             | 29,3                             | 28,9                             | 29,4                             | 30,3                             | 30,9                             | 31,4                             | 31,6                             | 30,7                             |
| Gennemsnitlig min °C                                      | 23,5                             | 23,3                             | 22,8                             | 22,4                             | 21,3                             | 19,2                             | 18,2                             | 18,1                             | 18,4                             | 19,7                             | 21,3                             | 22,8                             | 20,9                             |
| Gennemsnitlig nedbør mm                                   | 76,3                             | 54,9                             | 138,1                            | 254,2                            | 197,8                            | 42,9                             | 25,6                             | 24,1                             | 22,8                             | 69,3                             | 125,9                            | 117,8                            | 1,149                            |
| Kilde (2016): World Meteorological Organization (engelsk) |                                  |                                  |                                  |                                  |                                  |                                  |                                  |                                  |                                  |                                  |                                  |                                  |                                  |

## Befolkning

### Etnicitet og sprog
Tanzanias befolkning består af mere end 130 forskellige stammer. Nogle stammer er meget store og udbredte over hele landet, mens andre er meget små og kan bestå af mindre end 1.000 mennesker. Den største stamme er "Sukuma", der har mere end 5,5 millioner medlemmer. 95 procent af befolkningen er Bantu.
Kiswahili (eller på engelsk blot "swahili") er landets officielle sprog. Kiswahili er et Bantu-sprog med elementer fra arabisk, engelsk og tysk. Engelsk er officielt handelssprog samt i den offentlige administration og på videregående uddannelser. Det er normalt, at man lærer sit stammesprog hjemme og lærer kiswahili, når man begynder i skole. Engelsk er udbredt i byerne, hvor en større del af befolkningen har gået på en videregående uddannelser, modsat på landet, hvor engelsk er meget lidt udbredt.
De fleste af stammesprogene er tilhører Bantu-sprogstammen (cirka 90 procent af dem), men også de tre andre afrikanske sprogstammer, den afroasiatiske, den nilo-sahariske og sprogstammen khoisan er repræsenteret. Mange stammer har foruden deres eget sprog også deres egen kultur og deres egne traditioner. Det har dog ikke udløst nogle større spændinger som det er set i andre afrikanske lande med mange stammer. Ægteskaber på tværs af stammer er almindeligt og det betyder også, at forskellene mellem stammerne med tiden vil blive udvisket. Det er dog for mange forældre stadigt vigtigt at lære deres børn deres modersmål og holde traditionerne i hævd.

### Religion
Langt den overvejende del af befolkningen bekender sig til en religion og mange praktiserer den i hverdagen. Tanzania er et sekulært land og islam og kristendom er omtrent lige udbredt. Der er cirka 30 procent kristne, 35 procent muslimer og cirka 35 procent bekender sig til traditionelle afrikanske religioner. En kombination af disse og enten islam eller kristendom er dog også meget almindeligt. På Zanzibar bekender 99 procent sig imidlertid til islam. Islam er desuden særligt udbredt langs kysterne og langs karavanevejene, fordi det tidligere særligt var muslimerne der var handelsfolk. Dog bor muslimer og kristne også side om side og ægteskaber på tværs af religion er hyppige. Landet har også haft både muslimske og kristne præsidenter og religion udløser generelt ikke nogen spændinger.

## Politik

### Politisk system
Tanzania er et præsidentielt system. Præsidenten bliver valgt ved direkte valg hvert femte år. En præsident må maksimalt sidde i to valgperioder. Præsidenten har den udøvende magt, er statsoverhoved, øverstbefalende for de væbnede styrker og det er denne som udpeger en statsminister. Statsministeren er vicepræsident for landet.
Parlamentet har den lovgivende magt og består af ét kammer, kaldet Bunge. Bunge har 275 medlemmer, hvoraf 232 er direkte valgt, mens de resterende 43 er indirekte valgt. Valget til parlamentet sker samtidig med præsidentvalget hvert femte år.
Zanzibar har formelt sin egen forfatning, præsident og nationalforsamling, men den tanzanianske præsident og regering har reelt større magt og styrer reelt Zanzibar ved dekret. Zanzibars præsident er andenvicepræsident.
Alle tanzanianske statsborgere over 18 år har stemmeret. Det er som præsident tilladt at sidde i maksimalt to perioder. Valgdagen er altid en søndag for at sørge for, at flest muligt tanzanianere har mulighed for at afgive deres stemme. Tanzanias nuværende forfatning blev vedtaget i 1992. Her gik landet fra at være et etpartisystem til at blive et flerpartisystem. Der har siden 1992 eksisteret oppositionspartier de har dog endnu ikke fået erobret regeringsmagten.

### Julius Nyerere
Tanzanias første præsident, Julius Nyerere, har stadig den dag i dag en meget højt respekteret og vigtig person, der tilmed har en årlig national dag opkaldt efter sig, hvor alle skoler og øvrige offentlige institutioner holder lukket. Han er i folkemunde kaldt "mwalimu" (lærer) og "baba" (far).

### Valget 2015
Dette var første gang, hvor oppositionen reelt formåede at udfordre CCM på regeringsmagten. De øvrige opstillede partier var gået sammen i koalitionen "Ukawa" og pegede på den tidligere premierminister i CCM, Edward Lowassa, som præsidentkandidat. Edward Lowassa gik til valg på at gøre skolesystemet gratis for alle tanzanianere. Årsagen til, at oppositionen ved dette valg udgjorde en reel konkurrent til CCM skyldes en tiltaget kritik af CCM omkring ikke at have skabt nok økonomisk vækst siden partiet fik regeringsmagten tilbage i 1964. Kritikken går desuden på, at CCM ikke gør eller har gjort nok for at bekæmpe korruptionen og for ikke at gøre noget ved bekæmpe de evige strømafbrydelser, der forekommer uafbrudt over hele landet.
Valget var ikke præget af større politiske uroligheder, hvilket altid har været kendetegnende ved de tanzanianske valg. Tonen i valgkampen er og har generelt været ordentlig.

### Liste over præsidenter
- Julius Nyerere. I perioden 1964-1977 var han præsident for landet under TANO og i perioden 1977-1985 var han præsident under CCM.
- Ali Hassan Mwinyi (1985-1995). CCM.
- Benjamin Mkapa (1995-2005) CCM.
- Jakaya Kikwete (2005-2015) CCM.
- John Magufuli (2015- ) CCM.

### Administrativ inddeling
Af administrative årsager er Tanzania delt ind i 26 regioner, 21 på fastlandet, 3 på Unguja og 2 på Pemba, Unguja og Pemba udgør øen Zanzibar. 99 distriktsråd er blevet oprettet for at øge lokal autoritet. Disse distrikter er også refereret til som en lokal styresmagt. For tiden er der 114 råd som opererer over 99 distrikter, 22 er på landet og 92 er i landsbyer.

## Økonomi
Tanzania er stadig den dag i dag et af verdens fattigste lande i forhold til BNP. Landet har dog oplevet relativt høje vækstrater i de seneste par år, hvilket har været muligt på grund af de mange naturressourcer som landet besidder. I perioden 2009-2014 har den gennemsnitlige årlige vækstrate været på 6-7 procent. Tanzania er i dag næsten fuldstændigt overgået til at være en markedsøkonomi, men der er dog stadig offentlig styring i visse sektorer såsom banksektoren, telekommunikationssektoren, energisektoren og i minedriften. Staten ejer stadig alt jorden og de reformer der har været fremsat om at sælge til private er fortsat meget upopulære. Særligt er forslag om at sælge til udenlandske købere meget upopulært.
Som mange andre fattige lande så udgør landbruget en stor og vigtig del af nationaløkonomien, hvilket implicerer, at økonomien er meget ustabil og kan påvirkes meget negativt, hvis høsten slår fejl som følge af for eksempel vejr- og klimaændringer. Landbruget skaber mere en 25 procent af landets BNP, beskæftiger mere end 80 procent af arbejdsstyrken (som var på 25,28 millioner mennesker i 2014) og udgør mere end 85 procent af landets eksport. Der er stort fokus på landbruget, hvilket ses ved at den andel af det offentlige budget, der går til landbrug, er steget til nu at udgøre 7 procent.
Infrastrukturen er blevet væsentligt udbygget siden uafhængigheden, særligt vejnettet. Netop vejnettet er også i fokus hos den nyvalgte præsident Magafuli i 2015. Der skulle eftersigende i 1961 kun have været 1.300 kilometer asfalteret vej, mens dette frem til 2015 skulle være vokset til mere end 60.500 kilometer. Udbygningen af vejnettet er hovedsageligt sket for donormidler stillet til rådighed af blandt andre Verdensbanken, IMF og bilaterale donorer, heriblandt Danmark. En stigende andel af forbedringerne af infrastrukturen sker dog med tanzanianske midler. Andre fokusområder i forhold til infrastruktur er jernbanen og havnene, fordi de sørger for at varer kan transporteres og de er derfor essentielle for at skabe økonomisk vækst.
Reformer blandt andet på bankområdet er lavet for at hjælpe vækst i den private sektor. Den finansielle sektor spiller en stadigt større rolle og udenlandsk-ejede banker udgør nu cirka 48 procent (2014) af banksektorens samlede aktiver. Der er opstået stor konkurrence mellem de udenlandske banker, hvilket har resulteret i tydelige effektivitets- og kvalitetsforbedringer af finansielle services. Dog er udlånsrenterne stadig meget høje.
I 2014 oplevede den Tanzania et pludseligt stop af næsten 500 millioner amerikanske dollars i donormidler på grund af en skandale i energisektoren, der involverede dele af den tanzanianske regering.

### Økonomien fordelt på de tre delsektorer (2014)
Procentsatserne er procent af BNP i det givne år, 2014.
1. Husholdningssektoren: 68,5 %
2. Den offentlige sektor: 17,1 %
3. Den finansielle sektor (nedenfor opdelt i to):

1. Investering i produktionsmidler: 29,8 %
2. Lagerinvesteringer: -3 %

### Eksport/ import (2014)
Procentsatserne er procent af BNP i det givne år, 2014.
- Eksport: 16,7 %

- Import: -29,1 % (hvilket vil sige, at der importeres varer og tjenesteydelser for +29,1 % af BNP)

Tanzania største eksportland er Indien, der modtager cirka 21 procent af Tanzanias samlede eksport (2014). Andre eksportlande er Kina, Japan og Tyskland.
Importen sker hovedsageligt fra Kina (27,6 %) og Indien (24,5 %) (2014).

### Vigtigste industrier
Servicesektoren er vokset markant over de seneste år og er nu den sektor, der bidrager klart mest til landets værdiskabelse (BNP). Nedenfor ses andelene som de enkelte sektorer bidrager med til landet BNP. Tallene er fra 2014.
- Den primære sektor (landbruget): 26,5 %

- Den sekundære sektor (industrien): 25,6 %

- Den tertiære sektor (serviceerhvervene): 47,3 %

Vigtigste landbrugsvarer, der sælges uforarbejdede er blandt andet kaffe, sisal (hamp), te, bomuld, pyrethrum, tobak, cashewnødder, nelliker, majs, hvede, cassava, frugter og grøntsager herunder bananer, kvæg, geder og får.
Vigtigste landbrugsindustrier er blandt andet sukker, øl, cigaretter, sejlgarn lavet af sisal, minedrift, salt, kalcineret soda, cement, kunstgødning og beklædning.
Siden etableringen af "The United Republic of Tanzania" i 1964 har partiet CCM (Chama Cha Mapinduzi) haft regeringsmagten. I perioden efter uafhængigheden og indtil 1992 var Tanzania et et-parti-stat, hvor der skete en grundlovsændring vedtaget i parlamentet. Siden da har CCM dog bibeholdt regeringsmagten og cirka 75 procent af parlamentsmedlemmerne tilhørte i 2010 CCM.
Tanzania har ikke oplevet store politiske uroligheder ved afholdelsen af valg. Tonen i valgkampen er generelt ordentlig.

## Eksterne kilder og henvisninger
Nationalparker i Tanzania
6°18′S 34°54′Ø / 6.3°S 34.9°Ø